# Leopold Auenbrugger

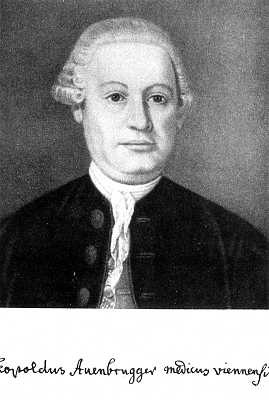
Leopold Auenbrugger

Johann Leopold Auenbrugger, ab 1783 Edler von Auenbrugg (* 19. November 1722 in Graz; † 18. Mai 1809 in Wien) war ein österreichischer Mediziner und nebenbei auch Librettist. Er war ein Arzt der Aufklärung und gilt als der Erfinder der epochemachenden medizinischen Untersuchungstechnik der Perkussion.

## Biographie
Leopold Auenbrugger wurde am 19. November 1722 in Graz als Sohn eines Gastwirts geboren. Es heißt, dass er bereits als Kind seinem Vater im Wirtshaus „Zum Schwarzen Mohren“ half und so lernte, den Füllungsstand von Weinfässern durch Beklopfen der Fasswand abzuschätzen.
Er studierte zunächst in Graz, dann in Wien Medizin, wo er nach Abschluss des Studiums ab 1751 im Spanischen Hospital als Arzt tätig war und am 18. November 1752 promoviert wurde. In dieser Zeit fielen ihm die Schallunterschiede auf, die entstehen, wenn man an verschiedenen Stellen der Brustwand auf deren Oberfläche klopft. Dieses Phänomen untersuchte er weiter und publizierte 1761 eine Arbeit mit dem Titel Inventum novum ex percussione thoracis humani ut signo abstrusos interni pectoris morbos detegendi („Neue Erfindung mittels Anschlagens an den menschlichen Brustkorb, als ein Zeichen, um verborgene Brust-Krankheiten zu entdecken“). Er gilt somit als Erfinder der unter anderem für die Kardiologie als diagnostische Maßnahme unentbehrlich gewordenen Perkussion.
Er beschrieb darin unter anderem das Phänomen der Dämpfung und erklärte es mit dem verminderten Luftgehalt des Gewebes. Er listete auch diverse Krankheitsbilder auf, bei denen er eine verstärkte Dämpfung des Klopfschalls fand.
Auenbrugger gilt mit seiner Entdeckung neben René Laënnec (1781–1826), dem Erfinder des Stethoskops, als Wegbereiter der physikalischen Diagnostik. Perkussion und Auskultation sind klinische Basisuntersuchungen der Medizin, die auch im „Zeitalter der Apparatemedizin“ ihre Bedeutung behalten haben.
Seine Arbeit fand anfänglich keine große Beachtung und geriet beinahe in Vergessenheit. 1762 verließ er das Spanische Hospital und wurde Hofarzt von Maria Theresia. Erst eine andere seiner Schriften über die Behandlung verschiedener Krankheiten mit Campher (1783) brachte ihm weit größeres Ansehen. 1783 wurde ihm der erbländische Adelsstand Edler von Auenbrugg verliehen. Die Schrift über die Perkussion geriet fast vierzig Jahre in Vergessenheit und wurde erst durch den Leibarzt Napoleons Jean-Nicolas Corvisart, der 1761 zur Diagnose der kardialen Wassersucht die Perkussion anwendete, wiederentdeckt, ins Französische übersetzt und 1808 in Paris veröffentlicht. Die erste Fassung in deutscher Sprache erschien 1843 in Wien, wo Auenbruggers Methode von Josef Škoda genutzt und verbessert wurde.
Auenbrugger war ein Schüler von Gerard van Swieten und betrachtete die hippokratische Krankenbeobachtung, die Harnschau, welche als diagnostische Standardmethode von der Auskultation abgelöst wurde, sowie das Konzept der Humoralpathologie mit Skepsis.
Er schrieb auch das Libretto zu einem Singspiel von Antonio Salieri – dessen Trauzeuge er 1774 war – mit dem Titel Der Rauchfangkehrer, welches 1781 in Wien Premiere feierte.
Nach seinem Ableben wurde Auenbrugger auf dem Katholischen Friedhof Matzleinsdorf bestattet.

## Ehrungen
Im Jahr 1891 wurde in Wien-Landstraße (3. Bezirk) die Auenbruggergasse nach ihm benannt.
An seinem Sterbehaus (Neuer Markt 9, neben der Kapuzinerkirche) wurde kurz vor seinem hundertsten Todestag eine Gedenktafel angebracht.
Die 2004 aus der ehemaligen Medizinischen Fakultät gegründete Medizinische Universität Graz führt das Porträt Auenbruggers in ihrem Siegel, das Areal des LKH-Universitätsklinikums Graz heißt Auenbruggerplatz. An Personen, die sich besondere Verdienste um die Med Uni Graz erworben haben oder sie ideell oder materiell gefördert haben, verleiht die Universität ein Ehrenzeichen, das nach dem Arzt als Auenbrugger-Ehrenkreuz der Medizinischen Universität Graz bezeichnet wird.